# Susie Simcock
Pour les articles homonymes, voir Simcock.
Susie Simcock, née le 25 novembre 1938 et morte le 29 mai 2020 à Auckland, est une dirigeante sportive néo-zélandaise du squash.
Elle est notamment présidente de la Fédération mondiale de squash de 1996 à 2002.

## Biographie
Susie Simcock commence à jouer au squash alors qu'elle a déjà plus de 20 ans. Elle réussit néanmoins à se hisser à la huitième place au niveau national, mais ses plus grands mérites dans le squash ont été ceux de dirigeante sportive. Dans les années 1980, elle est la première responsable de l'équipe de Nouvelle-Zélande féminine de squash avant de devenir directrice de tournoi au championnat du monde féminin à Auckland en 1987[4]. De 1980 à 1987, elle a occupé divers postes parallèles au sein de la Fédération internationale de squash féminin, précurseur de la future Association internationale des joueuses de squash. À partir de 1989, sous Tunku Imran, elle a été vice-présidente de la fédération mondiale, poste qu'elle occupe jusqu'en 1996. En 1996, elle devient la première femme à diriger la fédération mondiale en tant que présidente . L'un de ses plus grands défis a été la tentative d'inclure le squash dans le programme olympique, qui a échoué. Son mandat a pris fin en 2002, après quoi elle occupe le poste de présidente émérite de la FSM jusqu'en 2008. Parallèlement, M. Simcock a occupé de nombreux autres postes au niveau international. De 2002 à sa mort, elle est directrice de l'International Masters Games Association, de 1998 à 2005, vice-présidente de l'Association des fédérations internationales de sports reconnues par le Comité international olympique, et de 2000 à 2007, première femme membre du comité de l'Assemblée générale de l'Association mondiale des fédérations internationales de sport,. De 1996 à 2008, elle est membre du conseil d'administration du Comité olympique néo-zélandais et, de 2002 à 2005, elle a d'abord été membre du conseil d'administration de Women's Golf NZ, avant d'être également membre du conseil d'administration de New Zealand Golf de 2005 à 2008.
Susie Simcock était mariée et avait trois enfants avec son mari, une fille et deux fils. En plus de ses fonctions officielles, elle travaillait également comme physiothérapeute.

## Récompenses
En 2004, Susie Simcock reçoit la croix d'Officier de l'ordre du Mérite de Nouvelle-Zélande pour ses services au squash. La fédération nationale de squash Squash New Zealand l'a déclare membre à vie en 1996. En 2010, elle est intronisée au New Zealand Squash Hall of Fame. En 2010 également, elle reçoit le IOC Women in Sport Award du Comité international olympique, huit ans plus tard, elle reçoit le prix de l'Ordre du mérite de la Fédération des Jeux du Commonwealth.